# Route 253 (Québec)
Pour les articles homonymes, voir Route 253.
La route 253 (R-253) est une route régionale québécoise d'orientation nord / sud située sur la rive sud du fleuve Saint-Laurent. Elle dessert la région administrative de l'Estrie.

## Tracé
La route 253 débute à la frontière américaine à East Hereford comme la continuité de la VT 253 (en) du Vermont. Elle se termine à 62 kilomètres au nord à East Angus sur la route 214, tout près de la route 112.

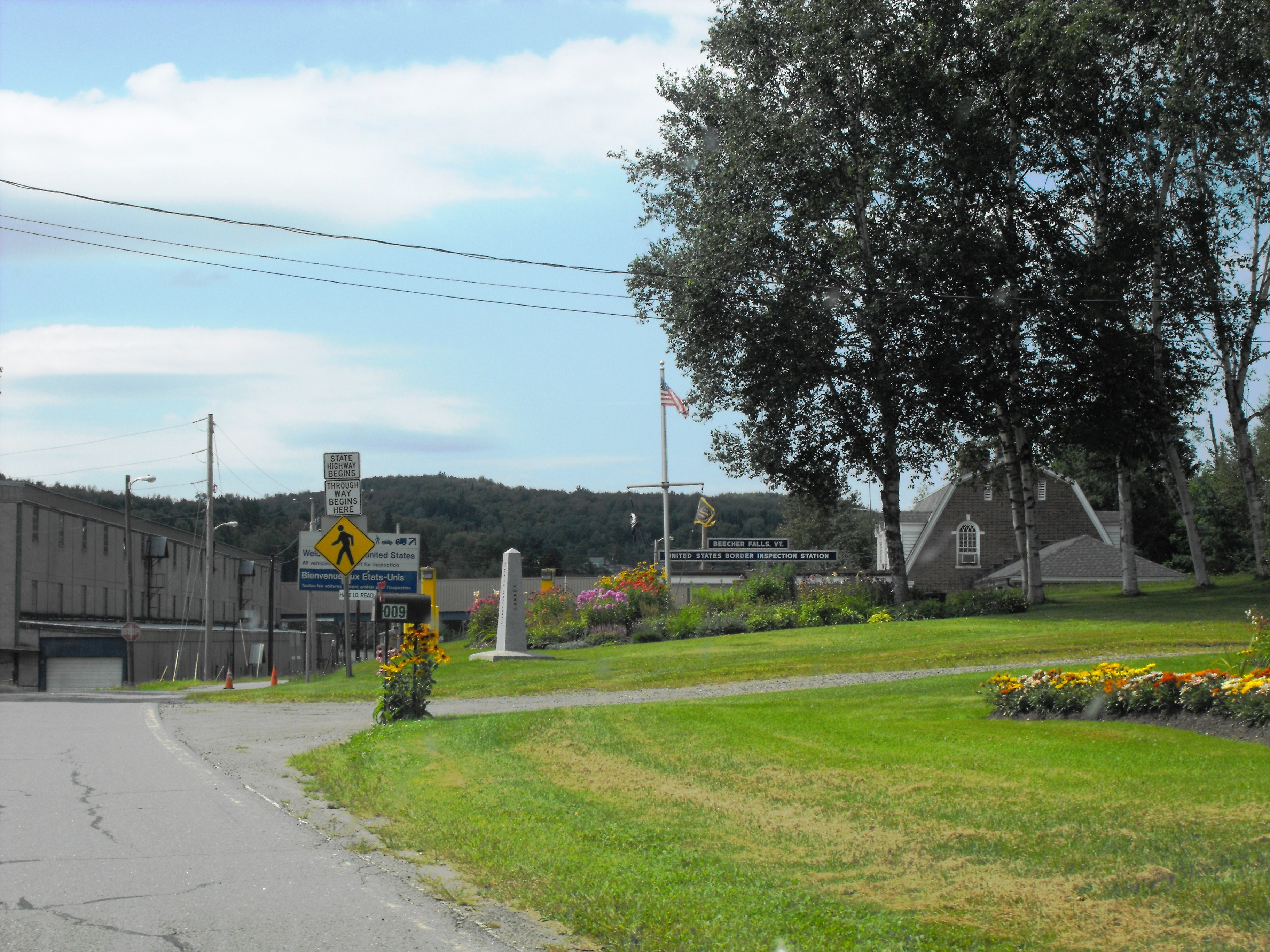
Extrémité sud de la route 253 à la frontière canado-américaine.
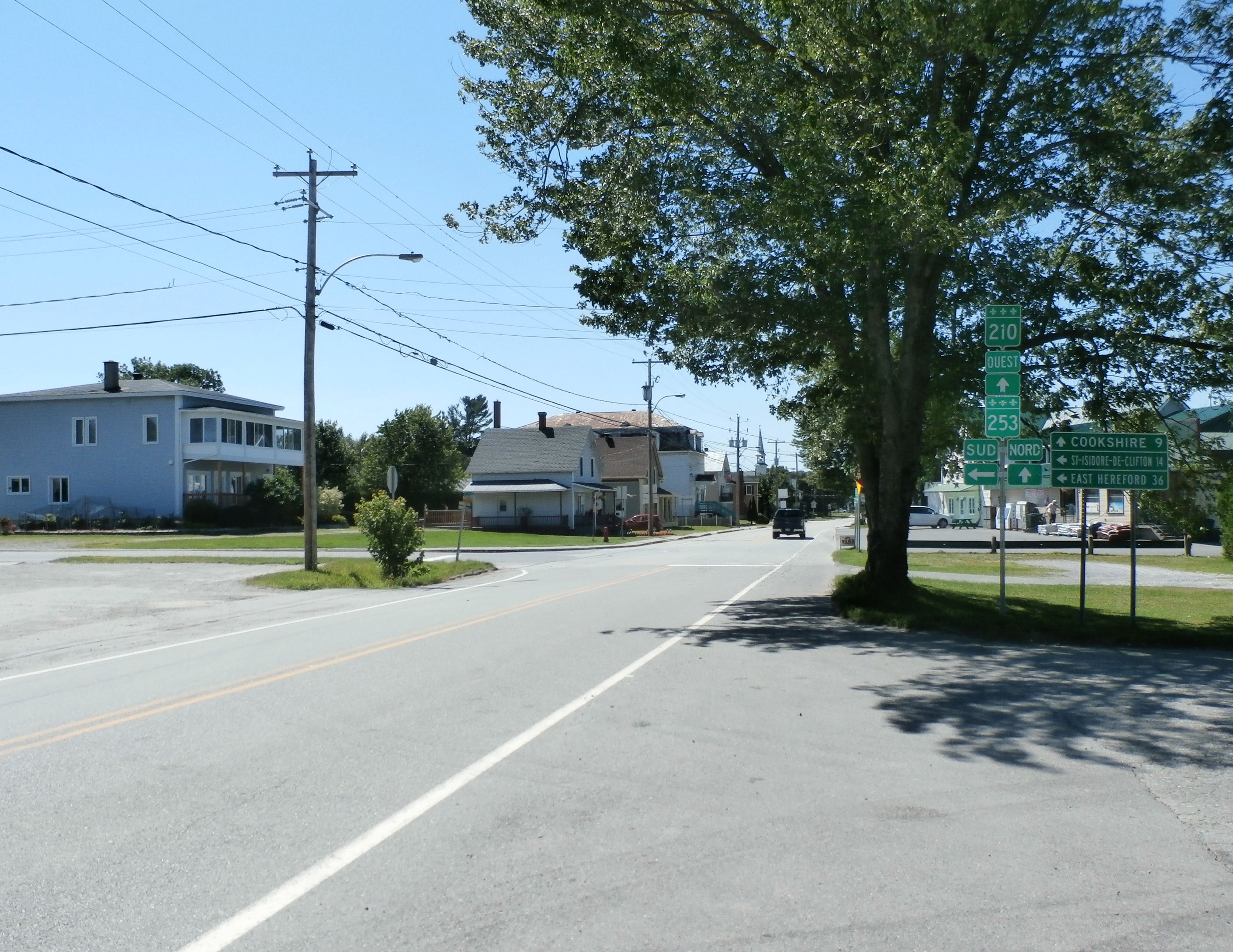
Jonction des routes 210 et 253 dans le village de Sawyerville.
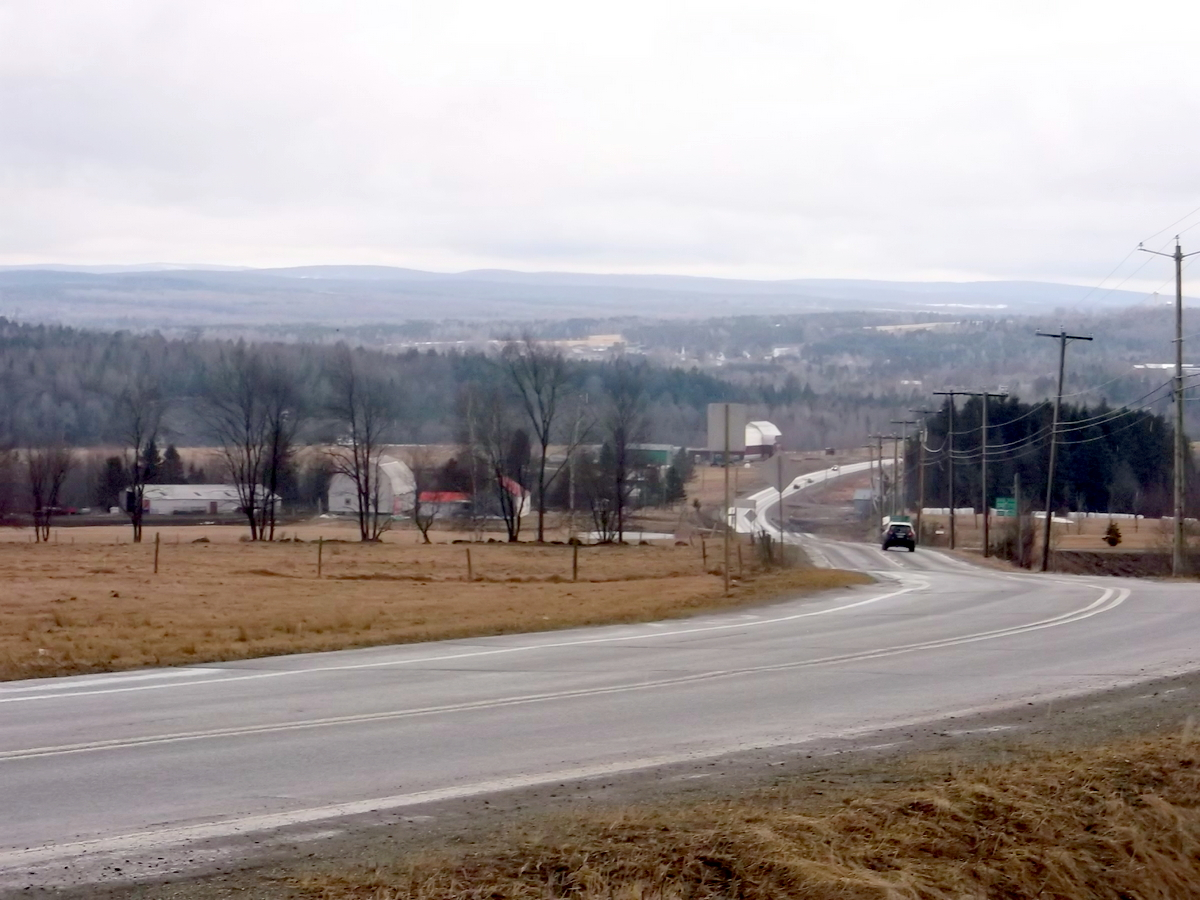
Route Eaton-Sawyerville (routes 210 et 253) près d'Eaton.
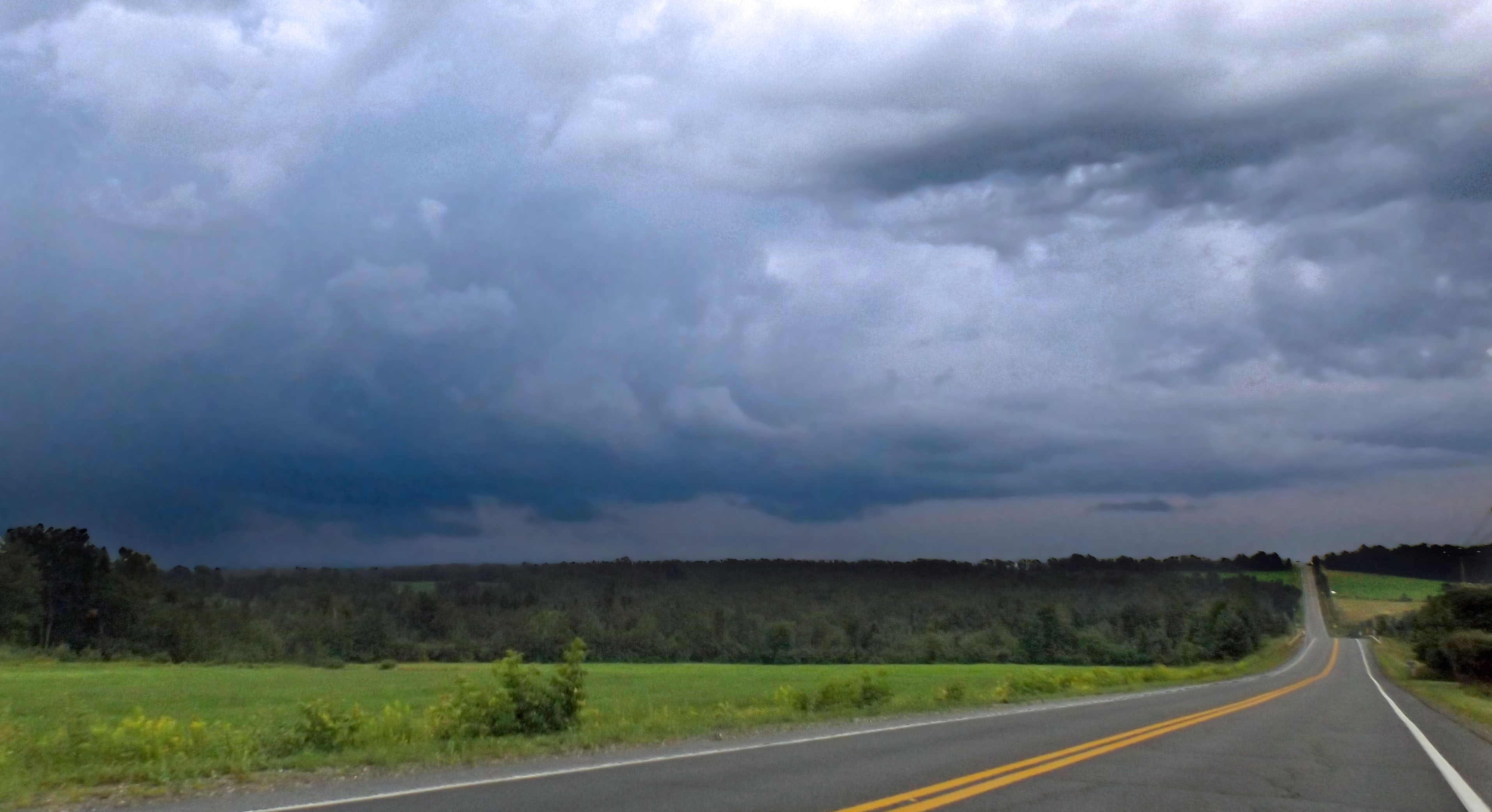
Route 253 près de Cookshire.

## Frontière internationale
À son extrémité sud, à East Hereford, la route 253 relie le Québec à l'État du Vermont, aux États-Unis. À la frontière, la route 253 devient la VT 253. La route entre aux États-Unis dans la municipalité de Canaan, faisant partie du comté d'Essex. Le poste frontalier est ouvert tous les jours, 24 heures sur 24.

## Localités traversées (du sud au nord)
Liste des municipalités dont le territoire est traversé par la route 253, regroupées par municipalité régionale de comté.

### Estrie
Coaticook
- East Hereford
- Saint-Venant-de-Paquette
- Saint-Malo

Le Haut-Saint-François
- Saint-Isidore-de-Clifton
- Cookshire-Eaton
- Westbury
- East Angus

## Intersections majeures
| MRC                                           | Municipalité    | km    | Destinations                                       | Notes                                                                                  |
| --------------------------------------------- | --------------- | ----- | -------------------------------------------------- | -------------------------------------------------------------------------------------- |
| Coaticook                                     | East Hereford   | 0,00  | VT 253 – Canaan                                    | Continue au Vermont                                                                    |
| Coaticook                                     | East Hereford   | 0,00  | Frontière canado-américaine                        |                                                                                        |
| Coaticook                                     | Saint-Malo      | 29,70 | R-206 ouest – Coaticook, Sainte-Edwidge-de-Clifton | Terminus est de la R-206; Sainte-Edwidge-de-Clifton indiqué en direction sud seulement |
| Le Haut-Saint-François                        | Cookshire-Eaton | 44,60 | R-210 est – Chartierville                          | Terminus sud du multiplex avec la R-210                                                |
| Le Haut-Saint-François                        | Cookshire-Eaton | 49,10 | R-210 ouest – Sherbrooke                           | Terminus nord du multiplex avec la R-210                                               |
| Le Haut-Saint-François                        | Cookshire-Eaton | 54,60 | R-108 vers R-212 – Bury, Sherbrooke, La Patrie     | La Patrie indiqué en direction sud seulement                                           |
| Le Haut-Saint-François                        | East Angus      | 62,30 | R-214 vers R-112 – East Angus, Weedon, Sherbrooke  |                                                                                        |
| - Terminus de multiplex - Transition de route |                 |       |                                                    |                                                                                        |